# Derek Jameson
Derek Jameson (29 de noviembre de 1929 - 12 de septiembre de 2012) fue un periodista sensacionalista británico y locutor. 
Jameson se crio en un orfanato y de niño fue evacuado de Londres a Bishop’s Stortford, Essex en WW2. Su carrera comenzó en Fleet Street, como mensajero, antes de convertirse en jefe de redacción del periódico Daily Mirror y editor del Daily Express, Daily Star y News of the World.

## Vida personal y muerte
Jameson se casó con Jackie en 1947, ella se divorció de él en la década de 1960. Se casó con Pauline en 1971. En 1978 se separó de ella por Ellen Petrie, con quien estuvo casado hasta su muerte a los 82 años de un ataque al corazón el 12 de septiembre de 2012. Le sobreviven sus tres hijos y su hija de su matrimonio anterior.